# Rakietowy silnik hybrydowy

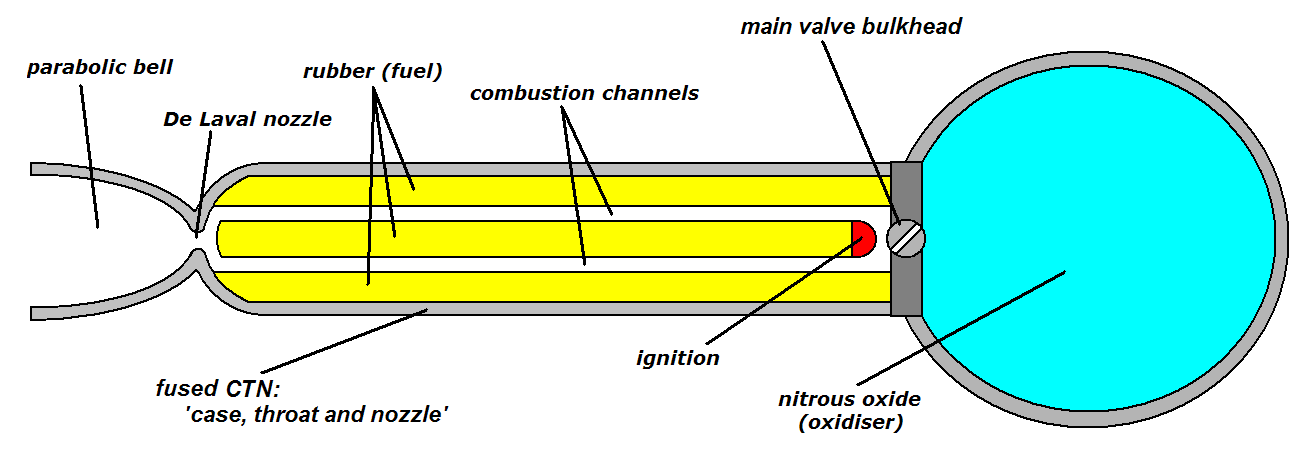
Schemat silnika hybrydowego użytego w SpaceShipOne

Rakietowy silnik hybrydowy – rodzaj silnika rakietowego w którym paliwo lub utleniacz występują w postaci ciekłej, a drugi składnik w postaci stałej.
Ze względu na dostępność użytecznych materiałów, zazwyczaj stosuje się płynny utleniacz i stałe paliwo (reduktor).

## Wady i zalety
Podstawowymi zaletami silników hybrydowych w stosunku do silników na paliwo stałe jest możliwość regulacji siły ciągu, zatrzymania silnika i jego łatwego restartu. Łatwiejszy jest też transport i przechowywanie paliwa (paliwo nie jest materiałem wybuchowym). Paliwo używane w silnikach hybrydowych jest prostsze w otrzymaniu.
W stosunku do silnika gdzie paliwo i utleniacz są w formie płynnej, silnik hybrydowy ma prostszą konstrukcję (tylko jeden system dostarczający ciecz do komory spalania), mniejsze jest też ryzyko pożaru.
Paliwa i utleniacze stosowane w silnikach hybrydowych oraz produkty ich spalania są mniej szkodliwe dla środowiska.
Wadą silników hybrydowych jest mniejszy ciąg. Jest to spowodowane słabym mieszaniem składników spalania.

## Historia
Pierwsze próby napędu hybrydowego przedsięwzięto  w radzieckim GIRD i w 1933 wystrzelono rakietę testową GIRD-9 w której użyto benzyny w formie żelu i płynnego tlenu. Zaprojektowana do osiągnięcia wysokości 5 km rakieta wzniosła się tylko na pół kilometra z powodu usterki technicznej. W latach 1937–1939 w Niemczech prowadzono prace nad rakietami napędzanymi węglem i tlenkiem diazotu oraz grafitem i płynnym tlenem. W pracach brał udział Hermann Oberth. W USA w latach 1938 – 1956 prace nad silnikiem hybrydowym prowadziły Pacific Rocket Society (używając drewna i płynnego tlenu) oraz California Rocket Society (używając węgla i gazowego tlenu) oraz General Electric (z użyciem polietylenu i nadtlenku wodoru). Od lat 60  w USA i Europie  konstruowano niewielkie silniki hybrydowe, niektóre z nich wykorzystywano do napędzania pocisków i rakiet sondażowych. SpaceShipOne, którego pierwszy lot odbył się w 2003 roku był pierwszym tak dużym pojazdem wykorzystującym silnik hybrydowy (używający tlenku diazotu oraz uwodornionego polibutadienu). Silniki większe i mocniejsze były opracowane i testowane lecz nie zostały użyte w pojazdach.